# Сиргианн Палеолог Филантропин
Сиргианн Палеолог Филантропин (греч. Συργιάννης Παλαιολόγος Φιλανθρωπηνός) — византийский аристократ, полководец, стратиг, мегадука, пинкерн, наместник Македонии (1315—1320), наместник Фракии (1320—1322), наместник Фессалоник (1329—1333).
В 1319 году Сиргианн завоевал Янину в Эпирском деспотате, но в 1320 году был заподозрен в измене и по приказу византийского императора Андроника II Палеолога арестован. Затем его отпустили. Во время гражданской войны в Византии между Андроником II Палеологом и Андроником III Палеологом Сиргианн поддерживал сторону то одного, то другого претендента на византийский престол, за что в 1322 году оказался в тюрьме. В 1329 году отпущен и назначен наместником Фессалоник. Там он попытался организовать заговор против Андроника III, но был разоблачён и арестован. После этого бежал и в 1334 году поступил на службу сербскому королю. В том же году убит в войне с византийцами.

## Происхождение
Сиргианн Палеолог был внуком переселившегося на земли Византийской империи в 1241/42 годах и перешедшего на службу византийцам половца и Евгении Палеолог, племянницы византийского императора Михаила VIII Палеолога. Дед Сиргиана был великим доместиком, его имя до крещения была Ситциган (после крещения он стал Сиргианном). Сиргианн был родственником известной знатной византийской семьи Филантропинов. Родился Сиргианн около 1290 года.

## Ранняя карьера
Первое упоминание Сиргианна относится к 1315 году, когда его назначили наместником Македонии. В 1319 году по приказу византийского императора, Андроника II Палеолога Сиргианн, уже в звании стратига, вторгся с войском в Эпирский деспотат и захватил Янину. За это, по всей видимости, Сиргианн получил звание пинкерна. Но вскоре Андроник II Палеолог заподозрил Сиргианна в измене и в 1320 году заключил в тюрьму.

## Карьера во время гражданской войны в Византии (1321—1328)
Осенью 1320 года внутри Византии между Андроником II Палеологом и его внуком Андроником III Палеологом нарастал конфликт. Решив контролировать внука, Андроник II Палеолог выпустил Сиргианна смотреть за Андроником III. Но тот, вместо того чтобы следить за Андроником Младшим, присоединился к нему. С помощью взяток Сиргианн смог приобрести себе наместничество во Фракии. Вместе с Иоанном Кантакузином, Феодором Синадином и Алексеем Апокавком он вошёл в круг самых близких советников Андроника III Палеолога. Когда весной 1321 года началась гражданская война между Андроником Старшим и Андроником III, Сиргианн был наиболее активным из всех заговорщиков. Именно благодаря его совету Андроник Младший вместе с войском сразу же перешёл в наступление против Андроника Старшего, и уже скоро армия под руководством Сиргианна заняла Силимврию, которая находилась в 2—3 дневных переходах от Константинополя. Пытаясь воздействовать на Сиргианна, Андроник Старший отправил к Андронику III мать Сиргианна для ведения переговоров, но прибывшее посольство не выслушали. Сам же Сиргианн занял Ригию (город, который был расположенная берегу Мраморного моря западнее Евдома) и вплотную подступил к стенам Константинополя. Лишь отправив новое посольство, Андроник Старший смог добиться подписания мира, условия которого были очень для него тяжёлыми: Фракия переходила под управление Андроника III Палеолога.
Но Сиргианн был недоволен сложившимся положением. Он рассчитывал манипулировать Андроником, но Андроник III Палеолог, по словам современника тех времён Никифора Григоры, любил принимать множество решений сам, а Иоанн Кантакузин получил роль главного советника при юном царевиче. Поэтому Сиргианн решил перейти на сторону Андроника II Палеолога. Тот наградил его титулом мегадуки и отдал в подчинение сельджукские отряды. Вновь началась междоусобная война.
Сиргианн, пользуясь болезнью Андроника III Палеолога, захватил юго-восточную Фракию. После этого добровольно вошли во владения Андроника II Палеолога Ираклия Фракийская, Стенимах (ныне Асеновград, Болгария) и Цепена ( крепость близ Дорково, Болгария). Родопский стратопедарх также перешёл на сторону Андроника Старшего.
Но весной 1322 года Андроник III начал контрнаступление против Сиргианна. Андроник Младший взял штурмом несколько крепостей и пленил родопского стратопедарха. Затем сельджукские отряды Сиргианна были вытеснены из Фракии.
После этих поражений Андроник II летом 1322 года в Эпиватах (ныне Селимпаша, Турция) заключил мир с Андроником Младшим. Сиргианн попал в неловкую ситуацию. Он попытался организовать заговор против Андроника II Палеолога, но был разоблачён и приговорён к пожизненному заключению.

## Помилование и наместничество в Фессалониках
В 1329 году Андроник III Палеолог, к тому времени ставший единственным византийским императором, серьёзно заболел. В это время активизировалась оппозиция императорскому двору, которая решила сместить Иоанна Кантакузина, главного советника Андроника. С целью укрепления императорской власти Андроник по настоянию Кантакузина выпустил из тюрьмы Сиргианна. Тот стал наместником Фессалоник. В то время пока Андроник болел, Сиргианн смог войти в доверие к матери Андроника III, Марии. Она же увлеклась им и усыновила его. После этого Сиргианн начал организовывать заговор против Кантакузина, но Андроник внезапно выздоровел, и на время Сиргианн вынужден был скрыть свои намерения.
Но в 1332 году мать Андроника Мария скончалась, а заговор Сиргианна был раскрыт. Его вызвали в Константинополь, где арестовали. Однако Сиргианн смог сбежать к генуэзцам в Галату. После этого он на корабле попал в Албанию, а далее перешёл на службу к сербскому королю Стефану IV Душану.

## Служба у сербского короля и смерть
К тому времени, когда Сиргианн перешёл на службу к сербам, между Сербским королевством и Византийской империей назревал вооружённый конфликт. Сиргианн предложил свои услуги Стефану Душану в войне против Византии. Опираясь на опыт службы Сиргианна в византийской армии и его влияние в правящих кругах Византии, Стефан Душан согласился отдать ему под командование большое войско. С ним летом 1334 года Сиргианн вторгся в Северную Македонию. Он захватил ключевую крепость Центральной Македонии Касторию и подступил к Фессалоникам. Византийское население южной Македонии, боясь за разграбление сербами своих полей, переходило на сторону Сиргианна. Но близ Фессалоник Сиргианну преградили путь войска Андроника III Палеолога.
Под тяжёлым давлением противника, византийцы разработали план, в котором предполагалось убить Сиргианна. К нему якобы дезертировал один из византийских военачальников Сфрандзи Палеолог. Сфрандзи был хорошо встречен сербами. Тогда Сфрандзи Палеолог заманил Сиргианна в окрестности Фессалоник. Там Сфрандзи вместе со своими товарищами убил Сиргианна.